# Chiesa di San Secondo (San Secondo di Pinerolo)
La chiesa di San Secondo è la parrocchiale di San Secondo di Pinerolo, in città metropolitana di Torino e diocesi di Pinerolo; fa parte della vicaria foranea della Pianura.

## Storia
La prima citazione dell'ecclesia s. Secundi risale al 1386; essa era inserita nel distretto plebano di Osasco, a sua volta sottoposto all'abbazia di Santa Maria di Cavour.
Nel 1655, durante le Pasque piemontesi, questo luogo di culto fu dato alle fiamme dal capo valdese Bartolomeo Jahier, il quale incendiò anche la chiesa della vicina Miradolo e molti casolari della zona; dalla relazione della visita pastorale di tre anni dopo si apprende che all'interno vi erano sette altari, di cui uno principale e sei laterali.
Nel 1748 la parrocchia passò dall'arcidiocesi di Torino alla neo-costituita diocesi di Pinerolo; alcuni decenni dopo, nel 1773, venne costruita su disegno dell'architetto Giuseppe Gerolamo Buniva la nuova chiesa, poi benedetta nel 1784.
Verso il 1990 si procedette all'esecuzione dell'intervento di adeguamento liturgico secondo le usanze postconciliari mediante l'aggiunta della mensa eucaristica rivolta verso l'assemblea.

## Descrizione

### Esterno
La facciata della chiesa, rivolta a sudovest, si compone di tre corpi, ognuno dei quali è suddivisa da una cornice marcapiano in due registri, entrambi scanditi da lesene: la parte centrale presenta il portale maggiore, sormontato dal frontoncino curvilineo, e un oculo, mentre le due ali laterali sono caratterizzate dagli ingressi secondari, da finestre a tutto sesto e da altri oculi.
Ad alcuni metri dalla parrocchiale si erge il campanile, la cui cella presenta su ogni lato una monofora ed è sormontata da un ulteriore registro caratterizzato dell'orologio e coperto dal tetto a quattro falde.

### Interno
L'interno dell'edificio si compone di tre navate, separate da grpssi pilastri abbelliti da paraste sorreggenti archi a tutto sesto, sopra i quali corre la trabeazione modanata e aggettante su cui si impostano le volte a botte e a vela; al termine dell'aula si sviluppa il presbiterio, rialzato di alcuni gradini, ospitante l'altare maggiore e chiuso dall'abside di forma semicircolare.